# Gamla Auktionsverket

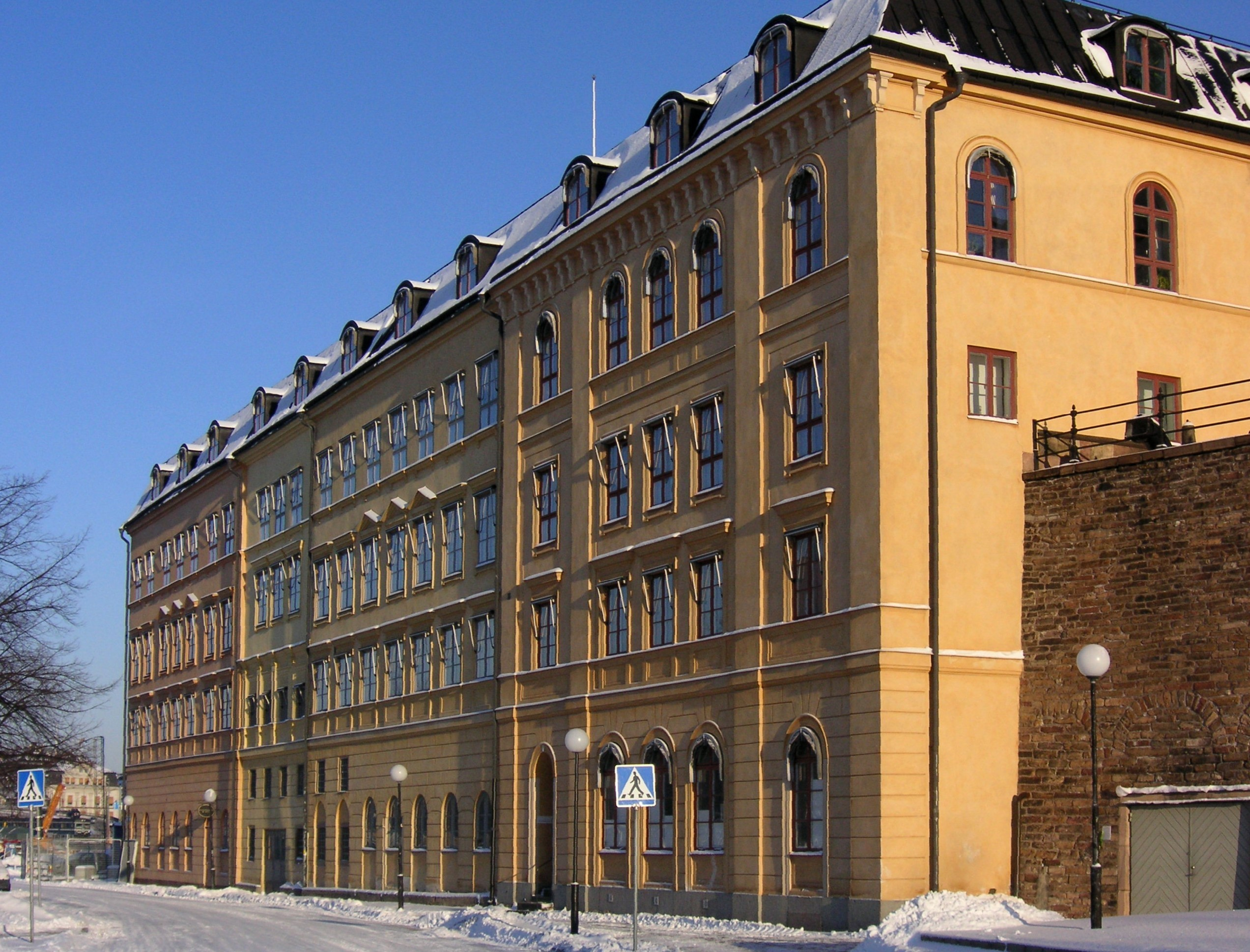
Gamla Auktionsverket, januari 2006.

Gamla Auktionsverket är fyra ihopbyggda hus på Riddarholmen i centrala Stockholm. Den äldsta byggnaden är från 1750-talet. Gamla Auktionsverket är beläget vid vattnet på den västra delen av ön mellan Birger Jarls torn och Wrangelska palatset, nedanför Schering Rosenhanes palats. Fastigheten disponeras för närvarande (2015) av Svea hovrätt och Justitiekanslern. 
Den äldsta delen är från 1750-talet när byggherren Berge Olofson Ström, som även ägde grannhuset Schering Rosenhanes palats, beslöt att genomföra två identiska nybyggnationer på ömse sidor om Birger Jarls torn. På den norra sidan uppförde han den byggnad som numera är känd som Överkommissariens hus och mot väster den äldsta delen av Gamla Auktionsverket. Under perioden 1772-1890 fanns General-assistancekontoret där, en form av pantbank där fattiga invånare kunde låna pengar. Under den tiden växte längan söderut med nybyggnationer av tre hus. Det ursprungliga huset fick också en extra våning, vilket gjorde att likheten med Överkommissariens hus delvis försvann, även om bland annat bottenvåningarna fortfarande uppvisar likheter.
Husen fick en ny hyresgäst 1890 när Auktionsverket flyttade in för att stanna till 1950-talet. Dagens hyresgäster är Svea hovrätt och Justitiekanslern flyttade in 1997 och i samband med inflyttningen renoverades huset. Det byggdes om under ledning av Cyrillus Johansson varvid husen fick en gemensam fasad mot landsidan men behöll sina fasader mot sjösidan.